# Daniel da Cruz Carvalho
Daniel da Cruz Carvalho, mais conhecido como Dani (2 de novembro de 1976) é um antigo futebolista português.

## Carreira
Dani representou a Seleção Portuguesa de Futebol, nas Olimpíadas de 1996, que terminou em quarto lugar. 
Títulos
Sporting
- Supertaça Cândido de Oliveira: 1995
- Taça de Portugal: 1994/1995

Ajax
- Eredivisie: 1997/1998
- KNVB Beker: 1997/98, 1998/99

Atlético Madrid
- Segunda Divisão Espanhola: 2001/2002

Seleção Portuguesa
- Campeonato da Europa Sub-18: 1994